# Pseudorhaphitoma obturata
Pseudorhaphitoma obturata é uma espécie de gastrópode do gênero Pseudorhaphitoma, pertencente a família Mangeliidae.